# Tenerian
Het Tenerian is een neolithische cultuur die bloeide in de Sahara van ongeveer 5200–2500 v.Chr. Dit was tijdens het Holoceen subpluviaal, een vochtige periode van de Sahara, en het begin van de huidige droge periode.
Menselijke resten uit deze cultuur werden voor het eerst gevonden in het Aïr-gebergte in 1960 en later, in 2000, op een plaats genaamd Gobero, gelegen in de Ténéréwoestijn in Niger.
Op de Gobero-vindplaats werden twee verschillende culturen ontdekt: de Tenerian en de Kiffian-cultuur. De Kiffiërs gingen vooraf aan de Teneriërs en verdween ongeveer 6200 v.Chr., toen de Sahara opnieuw erg droog werd. De woestijn bleef droog tot ongeveer 5.200 v.Chr. de regen terugkeerde, en de vroegste bewijzen van de Teneriërs verschijnen.

## Cultuur
De Teneriërs waren naast vissers en jagers ook de eerste veeherders in de Sahara. Ze introduceerden de eerste schapen en runderen in de Sahara, welke zij afbeelden in rotstekeningen. Bewijzen voor het verbouwen van graan zijn ook gevonden. Ze gebruikten met putjes gedecoreerd keramiek en gereedschappen van groen vulkanisch steen.
De Teneriërs begroeven hun doden met grafgiften zoals sieraden gemaakt van nijlpaardtanden en keramische potten gedecoreerd met putjespatronen. Een interessante vondst is een drievoudige begrafenis, gedateerd op 3.300 v.Chr., van een volwassen vrouw en twee kinderen, op basis van hun gebit geschat als vijf en acht jaar oud, in omarming. Pollenresidu geeft aan dat ze werden begraven op een bed van bloemen. De drie stierven waarschijnlijk binnen een etmaal van elkaar, maar hun skeletten laten geen duidelijk trauma zien (zij stierven niet door geweld) en zij zijn zo uitgebreid begraven - onwaarschijnlijk bij een plaag - dat de oorzaak van hun dood een mysterie is.
Analyse van de skeletten laat zien dat de Teneriërs zeer verschillend van de voorafgaande Kiffiërs waren. Ze waren kleiner en lichter gebouwd, met smalle, hoge fijngebouwde schedels zeer verschillend van de uitgesproken robuste Kiffiërs. Ook waren ze niet gerelateerd aan de moderne inwoners van de regio, en hadden meer overeenkomsten met mensen uit de oostelijke Sahara.

### Megalieten
Vanaf het 6e millennium v.Chr. werden grafmonumenten voor runderen opgericht. Gedurende het 4e millennium v.Chr. verspreidde het megalithisme zich door de Fezzan.
Met het verslechteren van het klimaat verschoof de veehouderij van runderen naar geiten en schapen. Pas na 3.000 v.Chr. werden de eerste tumuli voor menselijke begrafenissen opgericht. De bevolking moest zich geleidelijk terugtrekken tot plaatsen met beschikbaar water. De oasecultuur van de Garamanten ontstond.